# Svístovka (Bélgorod)
|  | Per a altres significats, vegeu «Svístovka». |

Svístovka - Свистовка (rus) - és un poble de l'óblast de Bélgorod, a Rússia. El 2010 tenia 582 habitants. Pertany al districte (raion) de Rovenkí.